# Kabinett Pravind Jugnauth

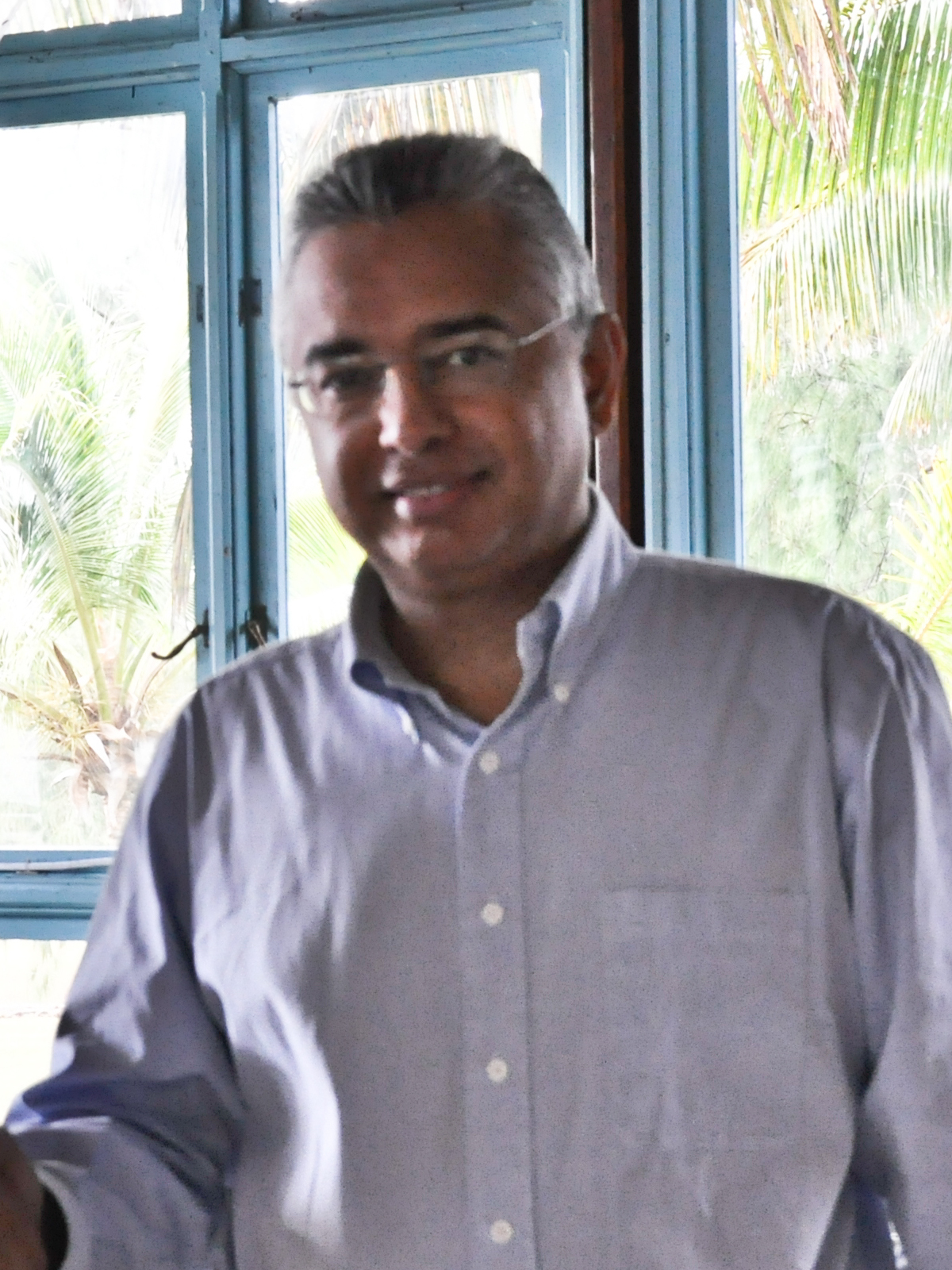
Pravind Jugnauth ist seit 2017 Premierminister von Mauritius.

Das Kabinett Pravind Jugnauth wurde in Mauritius am 23. Januar 2017 von Premierminister Pravind Jugnauth von der Mouvement Socialiste Militant (MSM) gebildet. Nach den Wahlen vom 7. November 2019 erfolgte eine Umbildung des Kabinetts. Am 11. Februar 2021 erfolgte eine weitere Umbildung des Kabinetts.

## Minister
Dem Kabinett gehören folgende Minister an:
| Amt | Amtsinhaber                         | Beginn der Amtszeit               | Ende der Amtszeit |
| --- | ----------------------------------- | --------------------------------- | ----------------- |
| Premierminister Minister für Verteidigung, Inneres und externe Kommunikation Minister für Rodrigues, die äußeren Inseln und territoriale Integrität | Pravind Jugnauth                    | 23. Januar 2017                   |                   |
| Stellvertretender Premierminister Minister für Wohnungswesen und Landnutzungsplanung Minister für Tourismus                                         | Louis Steven Obeegadoo              | 23. Januar 2017                   |                   |
| Vize-Premierministerin Ministerin für Bildung, Hochschulbildung, Wissenschaft und Technologie                                                       | Leela Devi Dookun-Luchoomun, GCSK   | 23. Januar 2017                   |                   |
| Vize-Premierminister Minister für Kommunalverwaltung und Katastrophenrisikomanagement                                                               | Mohammad Anwar Husnoo               | 23. Januar 2017                   |                   |
| Minister für Landverkehr und Stadtbahn Minister für auswärtige Angelegenheiten, regionale Integration und internationalen Handel                    | Alan Ganoo                          | 23. Januar 2017                   |                   |
| Minister für Finanzen, Wirtschaftsplanung und Entwicklung                                                                                           | Renganaden Padayachy                | 23. Januar 2017                   |                   |
| Minister für Energie und öffentliche Versorgungsunternehmen                                                                                         | Georges Pierre Lesjongard           | 23. Januar 2017                   |                   |
| Ministerin für soziale Integration, soziale Sicherheit und nationale Solidarität                                                                    | Fazila Jeewa-Daureeawoo, GCSK       | 23. Januar 2017                   |                   |
| Minister für industrielle Entwicklung, kleine- und mittelständische Unternehmen und Genossenschaften                                                | Soomilduth Bholah                   | 23. Januar 2017                   |                   |
| Minister für Umwelt, Abfallwirtschaft und Klimawandel                                                                                               | Kavydass Ramano                     | 23. Januar 2017                   |                   |
| Minister für Finanzdienstleistungen und gute Regierungsführung                                                                                      | Mahen Kumar Seeruttun               | 12. November 2019                 |                   |
| Minister für Agrarindustrie und Ernährungssicherheit                                                                                                | Mahen Kumar Seeruttun Maneesh Gobin | 23. Januar 2017 12. November 2019 | 12. November 2019 |
| Generalstaatsanwalt | Maneesh Gobin                       | 23. Januar 2017                   |                   |
| 2017: Minister für Jugend und Sport 2019: Minister für Jugendförderung, Sport und Freizeit                                                          | Jean Christophe Stephan Toussaint   | 12. November 2019                 |                   |
| Minister für nationale Infrastruktur und Gemeinschaftsentwicklung                                                                                   | Mahendranuth Sharma Hurreeram       | 12. November 2019                 |                   |
| Minister für Informationstechnologie, Kommunikation und Innovation                                                                                  | Darsanand Balgobin                  | 12. November 2019                 |                   |
| Minister für Arbeit, Personalentwicklung und Ausbildung Minister für Handel und Verbraucherschutz                                                   | Soodesh Satkam Callichurn           | 23. Januar 2017                   |                   |
| Minister für Gesundheit und Wellness | Kailesh Kumar Singh Jagutpal        | 23. Januar 2017                   |                   |
| Minister für blaue Wirtschaft, Meeresressourcen, Fischerei und Schifffahrt                                                                          | Sudheer Maudhoo                     | 23. Januar 2017                   |                   |
| Ministerin für Geschlechtergleichstellung und Familienfürsorge                                                                                      | Kalpana Devi Koonjoo-Shah           | 23. Januar 2017                   |                   |
| Minister für Kunst und Kulturerbe | Avinash Teeluck                     | 23. Januar 2017                   |                   |
| Minister für öffentlichen Dienst, administrative und institutionelle Reformen                                                                       | Teeruthraj Hurdoyal                 | 12. November 2019                 |                   |
| Kabinettssekretär und Leiter des öffentlichen Dienstes (ohne Kabinettsrang)                                                                         | Nayen Koomar Ballah, GOSK           | 23. Januar 2017                   |                   |